# Oreopanax peltatus
Mano de león, coleto, papaya cimarrona o tronador (Oreopanax peltatus) es un árbol de la familia Araliaceae, nativa de Guatemala y México.

## Descripción
Alcanza un tamaño de 15 a 26 m de altura con ramas densamente tomentosas con tricomas ferrugíneos, ramificados. Las hojas miden de 15 a 50 cm de ancho, con 5 a 7 lóbulos muy pronunciados. Inflorescencias pedunculadas en panículas, de hasta 45 cm y con 8 a 15 flores cada una. Frutos negros cuando maduros, de cerca de 6 mm de diámetro, globosos, carnosos, glabros.

## Uso
La medicina tradicional le atribuye a los rizomas o "camotitos" de los que nacen las hojas con propiedades expectorantes.

## Taxonomía
Oreopanax peltatus fue descrita por Linden y Regel, y publicado en Gartenflora 8: 368. 1859.
Etimología
Oreopanax: nombre genérico que deriva de las palabras griegas: oreos = "montaña" y panax = "Panax".
peltatus: epíteto latíno que significa "como un escudo".
Sinónimos
- Aralia lobata Sessé & Moc.
- Oreopanax jaliscanus S.Watson	[11][12]
- Oreopanax salvinii Hemsl., 1878[13][6]
Oreopanax jaliscana S.Watson, 1890[4]